# Аналоговый стик
Аналоговый стик (англ. analog stick) — это устройство управления (в частности, управления играми), чья подвижность ограничена двумя степенями свободы. Альтернативный англоязычный термин thumbstick (thumb — большой палец; stick — рукоятка), указывает на функциональную зависимость от больших пальцев рук. Устройство представляет собой выступающую часть на базе контроллера, от положения которой зависит результат управления. В отличие от цифровых реле джойстика, с одиночными электрическими контактами, использует потенциометры.

## Использование в видеоиграх
По функциональности аналоговый стик превосходит классический D-pad на геймпадах видеоприставок. В видеоиграх аналоговый стик используется для перемещения объекта, чаще всего главного героя или вращения камеры вокруг него. В зависимости от игры, аналоговый стик может выполнять самые различные функции. На сегодняшний день, аналоговые стики допускают возможность нажатия сверху, как и другие кнопки контроллера.
Аналоговые стики активно используются в 3D играх, где необходим контроль движения более чем в 8-ми направлениях (именно столько направлений поддерживает D-pad). Использование D-pad в трехмерных играх значительно ограничивает возможность перемещения. В качестве примера выступает 3D платформер Super Mario 64 DS, в котором с помощью D-pad можно было двигаться вперед, влево, вперед-влево, причем промежуточные, более точные направления доступны не были. В некоторых ранних играх, в частности Resident Evil, это ограничение было снято путём присвоения клавишам Left и Right функции поворота в нужную сторону. С началом активного использования аналоговых стиков, вышеупомянутое ограничение D-pad больше не вызывало сложностей.
Два аналоговых стика предоставляют большую функциональность, чем один. В некоторых современных игровых контроллерах, левый стик находится под обычным местом расположения большого пальца левой руки выше и левее D-pad’а. В линейке же геймпадов от Sony — DualShock, DualShock 2, Sixaxis и DualShock 3 два стика расположены симметрично ближе к центру контроллера с D-pad’ом выше и левее под левым пальцем и кнопками действия выше и правее на лицевой стороне геймпада.
В играх активного жанра (боевики, аркады, платформеры), левый стик отвечает за движение героя, в то время как второй за положение камеры. Реализация второго аналогового стика устранила проблемы многих ранних платформеров, в которых камера периодически принимала неудачное положение, в виду чего игрок терял визуальный контакт с героем игры. Разумеется, что использование правого стика не ограничивается управлением камерой в трехмерных платформерах. Во всех современных шутерах от первого лица, правый аналоговый стик является неотъемлемой частью управления, а в игре Katamari Damacy от Namco, оба стика задействованы в контроле движения персонажа.

## История
Многие, если не все, консоли 70-х использовали аналоговые стики — в частности, за примером можно обратиться к VC 4000 (1978). В 1982 году Atari, специально для домашней видеоприставки Atari 5200, разработала первый контроллер с аналоговым стиком на базе потенциометра. Тем не менее, джойстик оказался неуклюжим и ненадежным, что не понравилось покупателям. В тот же год General Consumer Electric представила Vectrex — систему, основанную на векторной графике, использовавшую контроллер с аналоговым стиком, имевшим заметное сходство с современным моделями. Аналоговые стики получили широкое распространение после появления трехмерного игрового процесса; до тех пор консоли обходили аналоговую технологию, используя вместо неё цифровой D-pad.
В 1995 году Sony создала на основе потенциометра аналоговый джойстик для авиасимуляторов. Sony Dual Analog FlightStick включал в себя пару аналоговых стиков и был предназначен для таких игр, как Descent. В его задачу входило обеспечение большей степени свободы при управлении, нежели ту, что давали джойстики того времени.
В 1996 году Nintendo представила современный аналоговый стик, названный стик управления, для контроллера Nintendo 64. В отличие от D-pad, стик управления обеспечивал разные степени нажатия, а также контроль непрерывного поворота на 360 градусов что в результате отражалось на точности перемещения объекта в таких играх, как Super Mario 64. По этой же причине, Super Mario 64 DS был подвергнут критике из-за отсутствия аналогового стика у консоли Nintendo DS и, в результате, неточного управления.
Super Mario 64 появился на прилавках магазинов Японии 23 июня. 5 июля 1996 года Sega выпустила в Японии Nights into Dreams… для своей консоли Saturn; в комплект с игрой также входил 3D пульт управления с аналоговым элементом, призванным дать пользователю плавный контроль за игровым процессом, основанном на полете.
В то же время Sony создала схожий аналоговый стик на той же технологии потенциометров, что и FlightStick. Выпущенный в ноябре 1996 года, контроллер Sony Dual Analog использовал три режима (FlightStick, Full Analog, Analog-Off) и пару пластиковых впалых стиков, в то время как контроллер Nintendo обладал лишь одним.
В 1997 году Sony выбросила на рынок третью аналоговую доработку — Dual Shock. Контроллер был снабжен схожей парой стиков как у Dual Analog, но новые стики имели выпуклую и прорезиненную поверхность. Убрав аналоговый режим FlightStick, Sony вернула функцию вибрации, основанную на технологии обратной связи компании Immersion (Примечание: В 1999 году Ape Escape стала первой видеоигрой, обязательно требовавшей использование двух аналоговых стиков).
С этого момента все контроллеры основных игровых приставок включают в себя 2 аналоговых стика, за исключением Sega Dreamcast и двух контроллеров Nintendo Wii. 16 сентября 2005 года Nintendo представила контроллер Wii Remote для системы Wii, находившейся в разработке, который не имел никаких аналоговых стиков. Взамен устройство было снабжено датчиком положения в пространстве. Аналоговый стик включало в себя дополнение к Wii Remote — Nunchuck. Тем не менее, Wii Classic Controller снабжен двумя стиками для осуществления контроля в играх от фирменного сервиса Virtual Console.